# شباب ألبرن
شباب ألبرن (بالتركية: Alperen Ocakları)، رسميا تنظيم شباب ألبرن للتعليم والثقافة والتضامن، أو ينعرفون ببساطة باسم الألبرن (بالتركية: Alperenler), هم منظمة شبابية يمينية متطرفة تابعة لحزب الوحدة العظيم في تركيا.

## تاريخ
تأسست في 1 أكتوبر 1992، بأمر من محسن يازجي أوغلو. كان سيرفيت أفجي أول رئيس. في يوليو 1994، سلم أفجي رئاسته إلى أمير كوشدمير، الذي سلمها لاحقا إلى سليمان دوغان.
کان اسمهم "شباب نظام العالم" ولكن في فبراير 2000، تم تغيير اسم المنظمة إلى شباب البرن.
في عام 2015، ادعى شباب البرن أنه أرسل ما لا يقل عن 250 مقاتلا إلى سوريا للدفاع عن التركمان السوريين خلال الحرب الأهلية السورية، على الرغم من اتهامهم بالذهاب إلى هناك لالتقاط صورة للحصول على الدعم، حيث شوهد العديد من شباب البرن المزعومين الذين ذهبوا إلى سوريا للقتال في اسطنبول بعد بضعة أيام فقط من ذهابهم للقتال.